# Hatherton
Hatherton es una parroquia civil y un pueblo del distrito de South Staffordshire, en el condado de Staffordshire (Inglaterra).

## Geografía
Según la Oficina Nacional de Estadística británica, Hatherton tiene una superficie de 8,29 km².

## Demografía
Según el censo de 2001, Hatherton tenía 532 habitantes (49,62% varones, 50,38% mujeres) y una densidad de población de 64,17 hab/km². El 13,35% eran menores de 16 años, el 79,89% tenían entre 16 y 74, y el 6,77% eran mayores de 74. La media de edad era de 44,1 años. Del total de habitantes con 16 o más años, el 18,87% estaban solteros, el 67,46% casados, y el 13,67% divorciados o viudos.
Según su grupo étnico, el 99,44% de los habitantes eran blancos y el 0,56% asiáticos. La mayor parte (98,68%) eran originarios del Reino Unido y el resto (1,32%) de cualquier otro lugar salvo los países europeos. El cristianismo era profesado por el 86,14% y el islam por el 0,56%, mientras que el 8,43% no eran religiosos y el 4,87% no marcaron ninguna opción en el censo.
Había 212 hogares con residentes y 5 vacíos.